# Stichonodon
Stichonodon is een monotypisch geslacht van straalvinnige vissen uit de familie van de karperzalmen (Characidae).

## Soort
- Stichonodon insignis (Steindachner, 1876)